# Mayra
Mayra ist ein heutzutage vorwiegend in Lateinamerika gebräuchlicher weiblicher Vorname.

## Herkunft und Bedeutung
Zum Ursprung des Namens existieren verschiedene  Theorien: die eine sieht den Ursprung im Irischen, eine andere im Griechischen und zuletzt auch im Spanischen selbst.
Gemäß der Theorie des griechischen Ursprungs handelt es sich um eine latinisierte Version von Megara. Megara war gemäß griechischer Mythologie Tochter von Creonte, dem großen Königs Tebas. Aus dem Griechischen lassen sich Ableitungen bis hin zum Persischen (marvârid) ableiten, was Perle bedeutet und allgemein als Tochter des Lichts interpretiert wird  Auch eine simple Namensvariante von Maria wird diskutiert, welcher vom hebräischen Miryam abstammt.
Laut der lateinisch/spanischen Herkunftstheorie stammt der Name vom lateinischen Wort mira (Wunder). Demnach bedeutet der Name die Wunderbare / Bezaubernde.
Die altirische Theorie besagt, dass der Name von Meira abstammen könnte, welcher wiederum eine Variante von Mirjam darstellt. Außerdem bedeutet Mayra im Irischen so viel wie Myrrhe.

## Namenstage
Die Namenstage von Mayra sind der 1. Januar und der 12. September.

## Namensträger
- Mayra Aguiar (* 1991), brasilianische Judoka
- Mayra Andrade (* 1985), kapverdische Sängerin
- Mayra Flores (* 1986), US-amerikanische Politikerin
- Mayra García (* 1972), mexikanische Beachvolleyballspielerin
- Mayra Gaviria (* 1997), kolumbianische Leichtathletin
- Mayra Huerta (* 1970), mexikanische Beachvolleyballspielerin
- Mayra Leal (* 1966), US-amerikanische Schauspielerin und Model
- Mayra Montero (* 1952), kubanisch-puerto-ricanische Journalistin und Schriftstellerin
- Mayra Pelayo-Bernal (* 1997), mexikanisch-US-amerikanische Fußballspielerin
- Mayra Ramírez (* 1999), kolumbianische Fußballspielerin
- Mayra Rivera (* 1968), US-hispanische Theologin
- Mayra Verónica (* 1980), kubanisch-US-amerikanisches Model und Sängerin